# Municipio de Richland (condado de Montcalm)
El municipio de Richland (en inglés: Richland Township) es un municipio ubicado en el condado de Montcalm en el estado estadounidense de Míchigan. En el año 2010 tenía una población de 2778 habitantes y una densidad poblacional de 29,63 personas por km².

## Geografía
El municipio de Richland se encuentra ubicado en las coordenadas 43°24′56″N 84°53′44″O / 43.41556, -84.89556. Según la Oficina del Censo de los Estados Unidos, el municipio tiene una superficie total de 93.75 km², de la cual 92.29 km² corresponden a tierra firme y (1.56%) 1.47 km² es agua.

## Demografía
Según el censo de 2010, había 2778 personas residiendo en el municipio de Richland. La densidad de población era de 29,63 hab./km². De los 2778 habitantes, el municipio de Richland estaba compuesto por el 96.58% blancos, el 0.79% eran afroamericanos, el 0.36% eran amerindios, el 0.4% eran asiáticos, el 0.04% eran isleños del Pacífico, el 0.72% eran de otras razas y el 1.12% pertenecían a dos o más razas. Del total de la población el 3.28% eran hispanos o latinos de cualquier raza.